# Vite da ghiaccio

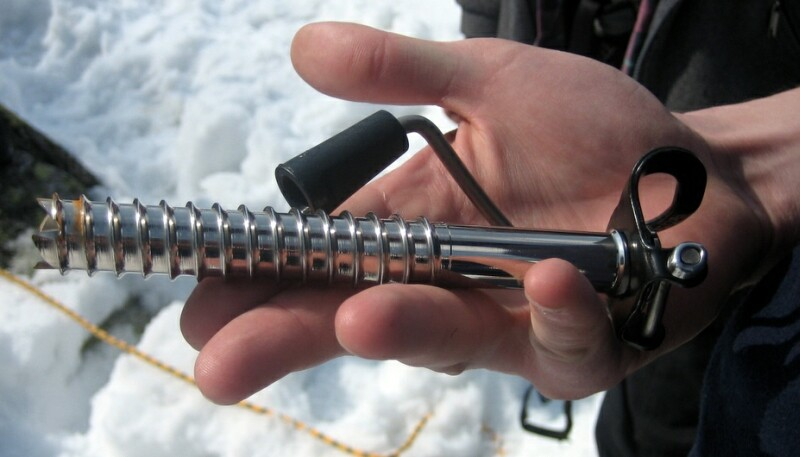
Vite da ghiaccio

La vite da ghiaccio è un tipo di ancoraggio utilizzato per l'assicurazione su ghiaccio, che si posiziona per avvitamento.
Con chiodo da ghiaccio ci si riferisce invece a un ancoraggio che richiede la percussione col martello per essere inserito. Data la minor facilità d'uso e la possibilità di danneggiare il ghiaccio, sono divenuti meno utilizzati delle viti.

## Descrizione

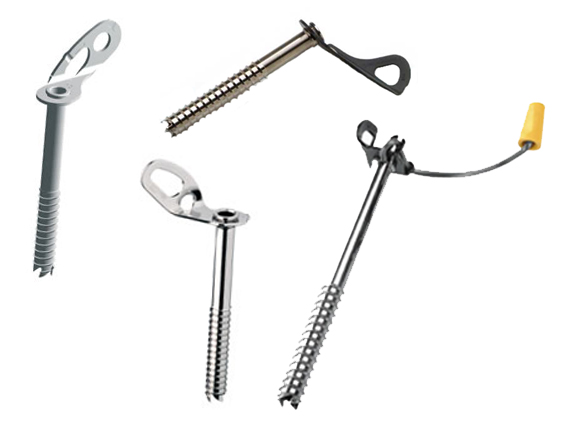
Vari modelli di vite da ghiaccio

La vite da ghiaccio ha struttura tubolare e cava, liscia all'interno e con il filetto all'esterno. Sulla punta si trovano delle sporgenze taglienti, mentre all'altra estremità si trova una placchetta con l'anello per il moschettone. Ha una lunghezza di 15–25 cm e un diametro variabile a seconda dei modelli. È regolamentata dalla normativa europea EN 568.
La tenuta della vite dipende dalle condizioni del ghiaccio. È sicura con ghiaccio di tipo compatto e duro (temperatura bassa, colore bianco-azzurrino e privo di aria) o di tipo molto compatto e duro (temperatura molto bassa, colore trasparente e senza aria). Non è sicura con ghiaccio di tipo poroso, che ha inclusioni di aria, temperature poco inferiori a 0° e colore opaco.

## Utilizzo
Per utilizzare una vite si prepara con la piccozza la superficie del ghiaccio, si crea un buco di invito e quindi la si avvita con la mano, girando la placchetta del moschettone, o facendo leva con un attrezzo, oppure su alcuni modelli utilizzando una apposita manovella. L'angolo dell'asse della vite rispetto al pendio deve essere di 90°.